# Europäisches Olympisches Sommer-Jugendfestival 2019/Leichtathletik
Die Leichtathletikwettbewerbe beim Europäischen Olympischen Sommer-Jugendfestival 2019 in Baku fanden vom 22. bis zum 27. Juli statt. Austragungsort war das Tofiq-Bəhramov-Stadion.
Teilnahmeberechtigt waren Jugendliche der Jahrgänge 2002 und 2003. Jedes Nationale Olympische Komitee durfte einen Athleten pro Einzeldisziplin nominieren, insgesamt aber nicht mehr als 28 Athleten.

## Ergebnisse Mädchen

### 100 m
| Platz | Athletin               | Land | Zeit (s) |
| ----- | ---------------------- | ---- | -------- |
| 1     | Rhasidat Adeleke       | IRL  | 11,70    |
| 2     | Johanna Kylmänen       | FIN  | 11,89    |
| 3     | Cheyenne Kuhn          | GER  | 11,93    |
| 4     | Mariam Oulare          | BEL  | 11,94    |
| 5     | Polyniki Emmanouilidou | GRE  | 11,96    |
| 6     | Viktória Forster       | SVK  | 11,96    |
| 7     | Zala Istenič           | SLO  | 12,10    |
| 8     | Eva Kubíčková          | CZE  | 12,11    |

Finale: 23. Juli
Wind: +0,7 m/s

### 200 m
| Platz | Athletin            | Land | Zeit (s) |
| ----- | ------------------- | ---- | -------- |
| 1     | Rhasidat Adeleke    | IRL  | 23,92    |
| 2     | Míra Kőszegi        | HUN  | 24,15    |
| 3     | Serena Kouassi      | FRA  | 24,40    |
| 4     | Viktória Forster    | SVK  | 24,47    |
| 5     | Esperança Cladera   | ESP  | 24,58    |
| 6     | Ivana Ilić          | SRB  | 24,79    |
| 7     | Barbora Šplechtnová | CZE  | 24,86    |
| 8     | Marit Kutman        | EST  | 25,15    |

Finale: 25. Juli
Wind: −0,2 m/s

### 400 m
| Platz | Athletin              | Land | Zeit (s) |
| ----- | --------------------- | ---- | -------- |
| 1     | Olessja Soldatowa     | RUS  | 53,57    |
| 2     | Liefde Schoemaker     | BEL  | 53,85    |
| 3     | Astri Ertzgaard       | NOR  | 54,56 SB |
| 4     | Carmen Avilés         | ESP  | 54,65    |
| 5     | Stella Konstantinidou | GRE  | 54,89 SB |
| 6     | Kornelia Lesiewicz    | POL  | 55,65    |
| 7     | Darya Karpovich       | BLR  | 56,38    |
| 8     | Lea Ammann            | SUI  | 56,51    |

Finale: 24. Juli

### 800 m
| Platz | Athletin            | Land | Zeit (min) |
| ----- | ------------------- | ---- | ---------- |
| 1     | Sophia Volkmer      | GER  | 2:05,62    |
| 2     | Valentina Rosamilia | SUI  | 2:06,30 PB |
| 3     | Lucia Pinacchio     | ESP  | 2:06,66 PB |
| 4     | Switlana Schulschyk | UKR  | 2:06,78 PB |
| 5     | Eilen Brenne        | NOR  | 2:07,19 PB |
| 6     | Aimee Hayde         | IRL  | 2:09,14    |
| 7     | Liudmila Rudzko     | BLR  | 2:10,09 SB |
| 8     | Pavla Štoudková     | CZE  | 2:10,72    |

Finale: 24. Juli

### 1500 m
| Platz | Athletin              | Land | Zeit (min) |
| ----- | --------------------- | ---- | ---------- |
| 1     | Antje Pfüller         | GER  | 4:28,89    |
| 2     | Maria Talida Sfârghiu | ROU  | 4:29,60    |
| 3     | Mireya Arnedillo      | ESP  | 4:30,16    |
| 4     | Laura Giudice         | SUI  | 4:30,41    |
| 5     | Anastasiya Paluyan    | BLR  | 4:33,83    |
| 6     | Karolína Sasynová     | CZE  | 4:34,30    |
| 7     | Ava O’Connor          | IRL  | 4:34,98    |
| 8     | Syrah Ghijselings     | BEL  | 4:35,32    |

27. Juli

### 3000 m
| Platz | Athletin                   | Land | Zeit (min) |
| ----- | -------------------------- | ---- | ---------- |
| 1     | Olimpia Breza              | POL  | 9:48,23    |
| 2     | Ina Halle Haugen           | NOR  | 9:49,54    |
| 3     | María Forero               | ESP  | 9:50,07    |
| 4     | Moona Korkealaakso         | FIN  | 9:50,07    |
| 5     | Rahel Brömmel              | GER  | 9:51,13    |
| 6     | Tilde Axelsson Fröjdenlund | SWE  | 9:57,30    |
| 7     | Urkuş Işık                 | TUR  | 10:12,53   |
| 8     | Anna-Sophie Meusburger     | AUT  | 10:20,93   |

23. Juli

### 5000 m Gehen
| Platz | Athletin                 | Land | Zeit (min)  |
| ----- | ------------------------ | ---- | ----------- |
| 1     | Jekaterina Mirotvortseva | EST  | 22:26,01 PB |
| 2     | Lizaveta Hryshkevich     | BLR  | 23:33,23    |
| 3     | Alicia Lumbreras         | ESP  | 23:43,04 PB |
| 4     | Siri Glittenberg         | NOR  | 24:09,03 PB |
| 5     | Maële Biré-Heslouis      | FRA  | 24:17,62 PB |
| 6     | Mathilde Frenzl          | GER  | 24:25,80 PB |
| 7     | Martina Casiraghi        | ITA  | 24:36,86    |
| 8     | Heta Veikkola            | FIN  | 24:43,59    |

26. Juli

### 100 m Hürden
| Platz | Athletin           | Land | Zeit (s) |
| ----- | ------------------ | ---- | -------- |
| 1     | Léa Vendome        | FRA  | 13,52    |
| 2     | Franziska Schuster | GER  | 13,53    |
| 3     | Ditaji Kambundji   | SUI  | 13,63    |
| 4     | Johanna Plank      | AUT  | 13,67    |
| 5     | Aitana Radsma      | ESP  | 13,73    |
| 6     | Tanja Kokkonen     | FIN  | 13,74    |
| 7     | Martina Cuccù      | ITA  | 13,89    |
| 8     | Marika Majewska    | POL  | 14,20    |

Finale: 27. Juli
Wind: −0,6 m/s

### 400 m Hürden
| Platz | Athletin                 | Land | Zeit (s) |
| ----- | ------------------------ | ---- | -------- |
| 1     | Salma Paralluelo         | ESP  | 57,95    |
| 2     | Andrea Rooth             | NOR  | 59,05    |
| 3     | Madeline Abega           | FRA  | 59,28    |
| 4     | Anna Hatzipourgani       | GRE  | 59,89 PB |
| 5     | Lara-Noelle Steinbrecher | GER  | 59,93    |
| 6     | Olga Topolskowa          | RUS  | 62,32    |
| 7     | Iana Garaeva             | MDA  | 62,83    |
| 8     | Martha Rasmussen         | DEN  | 63,62    |

Finale: 25. Juli

### 2000 m Hindernis
| Platz | Athletin            | Land | Zeit (min)   |
| ----- | ------------------- | ---- | ------------ |
| 1     | Blanka Dörfel       | GER  | 6:39,02 EYOF |
| 2     | Gréta Varga         | HUN  | 6:46,95      |
| 3     | Sigrid Alvik        | NOR  | 6:47,44 PB   |
| 4     | Pinja Kotinurmi     | FIN  | 6:50,38 SB   |
| 5     | Julia Svennblad     | SWE  | 6:50,96 PB   |
| 6     | Leonie Saurer       | SUI  | 6:53,09 PB   |
| 7     | Lucia Sisoláková    | SVK  | 6:54,03 PB   |
| 8     | Kateryna Onissimowa | UKR  | 6:56,63      |

25. Juli

### Medley-Staffel
| Platz | Land         | Athletinnen                                                                         | Zeit (min) |
| ----- | ------------ | ----------------------------------------------------------------------------------- | ---------- |
| 1     | Spanien      | Laura Pintiel Esperança Cladera Carmen Avilés Salma Paralluelo                      | 2:08,53    |
| 2     | Griechenland | Markella Papandreou Polyniki Emmanouilidou Anna Hatzipourgani Stella Konstantinidou | 2:09,16    |
| 3     | Schweiz      | Selina Furler Seraina Joho Lea Ammann Valentina Rosamilia                           | 2:10,32    |
| 4     | Italien      | Melissa Mogliani Tartabini Alessia Cappabianca Alessia Seramondi Laura Elena Rami   | 2:10,38    |
| 5     | Norwegen     | Vilde Marstein Andrea Rooth Henriette Jæger Astri Ertzgaard                         | 2:11,21    |
| 6     | Ukraine      | Jewhenija Konowalowa Walerija Muchobrod Tetjana Charaschtschuk Switlana Schulschyk  | 2:11,26    |
| 7     | Frankreich   | Léa Vendome Serena Kouassi Madeline Abega Victoria Binet                            | 2:12,19    |
|       | Deutschland  | Cheyenne Kuhn Franziska Schuster Lara-Noelle Steinbrecher Sophia Volkmer            | DNF        |

Finale: 27. Juli

### Hochsprung
| Platz | Athletin             | Land | Höhe (m) |
| ----- | -------------------- | ---- | -------- |
| 1     | Adelina Chalikowa    | RUS  | 1,86     |
| 2     | Marithé Engondo      | SUI  | 1,82 =PB |
| 3     | Styliana Ioannidou   | CYP  | 1,80 PB  |
| 4     | Alesia-Maria Rengle  | ROU  | 1,77 PB  |
| 4     | Darja Oserjanowa     | UKR  | 1,77     |
| 6     | Klára Krejčiříková   | CZE  | 1,77     |
| 7     | Giada De Martino     | ITA  | 1,77     |
| 8     | Aleksandra Jankowska | POL  | 1,77 PB  |

Finale: 27. Juli

### Stabhochsprung
| Platz | Athletin             | Land | Höhe (m) |
| ----- | -------------------- | ---- | -------- |
| 1     | Sarah Vogel          | GER  | 4,06 PB  |
| 2     | Clara Fernández      | ESP  | 3,85     |
| 3     | Klara Skriver Loessl | DEN  | 3,85 =PB |
| 3     | Rebecka Krüeger      | SWE  | 3,85     |
| 5     | Élise Russis         | FRA  | 3,80     |
| 5     | Anastasia Retsa      | GRE  | 3,80     |
| 5     | Maja Chamot          | POL  | 3,80     |
| 8     | Karolína Podlahová   | CZE  | 3,80     |

25. Juli

### Weitsprung
| Platz | Athletin          | Land | Weite (m) |
| ----- | ----------------- | ---- | --------- |
| 1     | Marija Horjelowa  | UKR  | 6,21 PB   |
| 2     | Mia Guldteig Lien | NOR  | 6,15 PB   |
| 3     | Nea Lento         | FIN  | 5,98      |
| 4     | Manca Starašinič  | SLO  | 5,90      |
| 5     | Darja Kuschnir    | RUS  | 5,89      |
| 6     | Chiara Smeraldo   | ITA  | 5,75      |
| 7     | Elena Debelic     | SUI  | 5,70      |
| 8     | Rachela Pace      | MLT  | 5,67      |

Finale: 25. Juli

### Dreisprung
| Platz | Athletin           | Land | Weite (m) |
| ----- | ------------------ | ---- | --------- |
| 1     | Maja Åskag         | SWE  | 13,26 =PB |
| 2     | Lesly Raffin       | FRA  | 13,08 SB  |
| 3     | Iuliana Dabija     | MDA  | 12,98     |
| 4     | Sabrina Zralova    | AZE  | 12,75     |
| 5     | Nea Lento          | FIN  | 12,62     |
| 6     | Hanna Onufrijewa   | UKR  | 12,47     |
| 7     | Marija Kotschanowa | RUS  | 12,43     |
| 8     | Maria Dudareva     | EST  | 12,28     |

Finale: 26. Juli

### Kugelstoßen
| Platz | Athletin              | Land | Weite (m) |
| ----- | --------------------- | ---- | --------- |
| 1     | Pınar Akyol           | TUR  | 17,88     |
| 2     | Nina Căpățînă         | MDA  | 17,16     |
| 3     | Sina Prüfer           | GER  | 16,84     |
| 4     | Katrin Brzyszkowská   | CZE  | 16,81 PB  |
| 5     | Darja Schinkewitsch   | RUS  | 16,38     |
| 6     | Anastasia Dragomirova | GRE  | 16,11 SB  |
| 7     | Thamera Manette       | FRA  | 16,11     |
| 8     | Benedetta Benedetti   | ITA  | 15,77     |

Finale: 23. Juli

### Diskuswurf
| Platz | Athletin              | Land | Weite (m)     |
| ----- | --------------------- | ---- | ------------- |
| 1     | Wioletta Ignatjewa    | RUS  | 55,37 EYOF PB |
| 2     | Pia Northoff          | GER  | 54,38         |
| 3     | Özlem Becerek         | TUR  | 53,43         |
| 4     | Sofia Kessidi         | GRE  | 49,64 PB      |
| 5     | Andreea Iuliana Lungu | ROU  | 48,48 PB      |
| 6     | Alina Nikitsenka      | BLR  | 48,32 PB      |
| 7     | Patricia Kellgren     | FIN  | 45,17         |
| 8     | Eva Gonçalves         | POR  | 44,14 PB      |

24. Juli

### Hammerwurf
| Platz | Athletin          | Land | Weite (m)     |
| ----- | ----------------- | ---- | ------------- |
| 1     | Silja Kosonen     | FIN  | 72,35 EYOF PB |
| 2     | Rachele Mori      | ITA  | 69,04         |
| 3     | Esther Imariagbee | GER  | 68,98 PB      |
| 4     | Maryola Bukel     | BLR  | 68,85         |
| 5     | Rose Loga         | FRA  | 68,23         |
| 6     | Eszter Giczi      | HUN  | 62,90         |
| 7     | Irene Gómez       | ESP  | 62,69         |
| 8     | Kelly Heinpõld    | EST  | 59,56         |

Finale: 25. Juli

### Speerwurf
| Platz | Athletin                | Land | Weite (m) |
| ----- | ----------------------- | ---- | --------- |
| 1     | Gabriela Andrukonis     | POL  | 58,77 PB  |
| 2     | Vivian Suominen         | FIN  | 56,24     |
| 3     | Esra Türkmen            | TUR  | 54,62     |
| 4     | Wiktorija Tscherwjakowa | RUS  | 53,35     |
| 5     | Kseniya Klimasheuskaya  | BLR  | 50,07     |
| 6     | Ieva Annija Stepiņa     | LAT  | 48,38     |
| 7     | Petra Sičaková          | CZE  | 46,85     |
| 8     | Ksenija Opanković       | SRB  | 46,01     |

Finale: 26. Juli

### Siebenkampf
| Platz | Athletin              | Land | Punkte       |
| ----- | --------------------- | ---- | ------------ |
| 1     | Saga Vanninen         | FIN  | 5913 EYOF PB |
| 2     | Henriette Jæger       | NOR  | 5835         |
| 3     | Anastasia Dragomirova | GRE  | 5817 PB      |
| 4     | Pippi Lotta Enok      | EST  | 5488 PB      |
| 5     | Jenna Fee Feyerabend  | GER  | 5469         |
| 6     | Noémie Desailly       | FRA  | 5341 PB      |
| 7     | Lena Lackner          | AUT  | 5287         |
| 8     | Walerija Muchobrod    | UKR  | 5050         |

24./25. Juli

## Ergebnisse Jungen

### 100 m
| Platz | Athlet                | Land | Zeit (s)  |
| ----- | --------------------- | ---- | --------- |
| 1     | Umut Uysal            | TUR  | 10,47 =PB |
| 2     | Matteo Melluzzo       | ITA  | 10,48 PB  |
| 3     | Felix Kunstein        | GER  | 10,53 PB  |
| 4     | Tazana Kamanga-Dyrbak | DEN  | 10,55     |
| 5     | Zion Eriksson         | SWE  | 10,59 PB  |
| 6     | Dominik Illovszky     | HUN  | 10,75     |
| 7     | Israel Olatunde       | IRL  | 10,82     |
| 8     | Stsiapan Chyshankou   | BLR  | 10,92     |

Finale: 23. Juli
Wind: +1,7 m/s

### 200 m
| Platz | Athlet                | Land | Zeit (s) |
| ----- | --------------------- | ---- | -------- |
| 1     | Federico Guglielmi    | ITA  | 21,11 PB |
| 2     | Tazana Kamanga-Dyrbak | DEN  | 21,15    |
| 3     | Oliwer Wdowik         | POL  | 21,26    |
| 4     | Bence Farkas          | HUN  | 21,30 SB |
| 5     | Ioannis Kariofyllis   | GRE  | 21,56    |
| 6     | Sidney Leger          | SWE  | 21,78    |
| 7     | Niilo Mustalahti      | FIN  | 21,97    |
| 8     | Özgür Beydemir        | TUR  | 22,12    |

Finale: 25. Juli
Wind: +0,6 m/s

### 400 m
| Platz | Athlet               | Land | Zeit (s) |
| ----- | -------------------- | ---- | -------- |
| 1     | Emil Johansson       | SWE  | 47,69 PB |
| 2     | Patryk Grzegorzewicz | POL  | 47,91 PB |
| 3     | Attila Molnár        | HUN  | 48,09    |
| 4     | Florian Herbst       | AUT  | 48,39    |
| 5     | Tadeáš Plaček        | CZE  | 48,58    |
| 6     | Alphonse Robin       | FRA  | 48,59    |
| 7     | Tommaso Boninti      | ITA  | 48,81    |
| 8     | Robin Sutter         | SUI  | 49,10    |

Finale: 25. Juli

### 800 m
| Platz | Athlet             | Land | Zeit (min) |
| ----- | ------------------ | ---- | ---------- |
| 1     | Jakub Davidík      | CZE  | 1:51,02    |
| 2     | Krzysztof Różnicki | POL  | 1:53,01    |
| 3     | David Carranza     | ESP  | 1:53,38    |
| 4     | Filip Revaj        | SVK  | 1:55,18    |
| 5     | Tobias Grønstad    | NOR  | 1:55,73    |
| 6     | Ytauw Engidaw      | ISR  | 1:56,98    |
| 7     | Kristian Otlot     | EST  | 1:58,16    |
| 8     | Jovan Rosić        | BIH  | 2:03,64    |

Finale: 27. Juli

### 1500 m
| Platz | Athlet                | Land | Zeit (min) |
| ----- | --------------------- | ---- | ---------- |
| 1     | Jędrzej Poczwardowski | POL  | 3:54,64    |
| 2     | Adil Espasa           | FRA  | 3:55,19    |
| 3     | Fikadu González       | ESP  | 3:55,73    |
| 4     | Niccolò Galimi        | ITA  | 3:56,93    |
| 5     | Dennis Sutter         | SUI  | 3:57,39 PB |
| 6     | Sean Donoghue         | IRL  | 3:58,15 PB |
| 7     | Hakan Buğanli         | TUR  | 4:03,14    |
|       | Tuure Haapanen        | FIN  | DNS        |

24. Juli

### 3000 m
| Platz | Athlet             | Land | Zeit (min) |
| ----- | ------------------ | ---- | ---------- |
| 1     | Adisu Guadia       | ISR  | 8:35,04    |
| 2     | Luc Le Baron       | FRA  | 8:38,19    |
| 3     | Vid Botolin        | SLO  | 8:39,74    |
| 4     | Abdulbaki Enterili | TUR  | 8:42,15    |
| 5     | Tomás Azevedo      | POR  | 8:45,60    |
| 6     | Michael Morgan     | IRL  | 8:48,41 PB |
| 7     | Roderick Duodu     | NOR  | 8:53,14    |
| 8     | Aleksa Milanović   | SRB  | 9:15,05    |

26. Juli

### 10.000 m Gehen
| Platz | Athlet               | Land | Zeit (min)  |
| ----- | -------------------- | ---- | ----------- |
| 1     | Gabriele Gamba       | ITA  | 45:15,74    |
| 2     | Paul McGrath         | ESP  | 45:51,64    |
| 3     | Mustafa Tekdal       | TUR  | 46:06,57 PB |
| 4     | Oisin Lane           | IRL  | 46:19,37 PB |
| 5     | Jerry Jokinen        | FIN  | 46:45,11    |
| 6     | Alexandros Mortzakis | GRE  | 46:52,88    |
| 7     | Pedro Dias           | POR  | 47:08,26 PB |
| 8     | Dzmitry Shmidt       | BLR  | 47:30,44    |

22. Juli

### 110 m Hürden
| Platz | Athlet             | Land | Zeit (s) |
| ----- | ------------------ | ---- | -------- |
| 1     | Mario Revenga      | ESP  | 13,59    |
| 2     | Tomáš Oberndorfer  | CZE  | 13,64    |
| 3     | Márk Pap           | HUN  | 13,70    |
| 4     | Moritz Mainka      | GER  | 13,72    |
| 5     | Samuele Maffezzoni | ITA  | 13,82    |
| 6     | Christian Reboldi  | SUI  | 13,85    |
| 7     | Oskar Łucki        | POL  | 14,10    |
|       | Priel Rada         | ISR  | DNF      |

Finale: 23. Juli
Wind: +3,0 m/s

### 400 m Hürden
| Platz | Athlet               | Land | Zeit (s) |
| ----- | -------------------- | ---- | -------- |
| 1     | Oskar Edlund         | SWE  | 51,41 PB |
| 2     | Ignacio Sáez         | ESP  | 51,68 PB |
| 3     | Berke Akçam          | TUR  | 52,30    |
| 4     | Fedor Iwanow         | RUS  | 52,46    |
| 5     | Stjepan Jan Cik      | CRO  | 53,10 PB |
| 6     | Dmitrijs Ļašenko     | LAT  | 53,20 PB |
| 7     | Jahor Chauratowitsch | BLR  | 54,78    |
|       | Liam Gumprecht       | SUI  | DNF      |

Finale: 26. Juli

### 2000 m Hindernis
| Platz | Athlet            | Land | Zeit (min) |
| ----- | ----------------- | ---- | ---------- |
| 1     | Pol Oriach        | ESP  | 5:49,56    |
| 2     | Dzmitry Savin     | BLR  | 5:57,05 PB |
| 3     | Giovanni Silli    | ITA  | 5:58,06    |
| 4     | Santtu Heikkinen  | FIN  | 5:59,56 PB |
| 5     | Pierre Perruchoud | SUI  | 6:00,05 SB |
| 6     | Mathias Vergotte  | FRA  | 6:09,76    |
| 7     | André Regufe      | POR  | 6:10,00    |
| 8     | İbrahim Karateker | TUR  | 6:11,25    |

27. Juli

### Medley-Staffel
| Platz | Land       | Athleten                                                           | Zeit (min) |
| ----- | ---------- | ------------------------------------------------------------------ | ---------- |
| 1     | Polen      | Mateusz Górny Oliwer Wdowik Wiktor Gruzd Patryk Grzegorzewicz      | 1:53,39    |
| 2     | Schweden   | Emil Carlsson Sidney Leger Emil Johansson Oskar Edlund             | 1:54,03    |
| 3     | Spanien    | Joaquim Rodríguez Mario Revenga Alejandro Guerrero Ignacio Sáez    | 1:54,68    |
| 4     | Italien    | Samuele Maffezzoni Matteo Melluzzo Lorenzo Frivoli Tommaso Boninti | 1:54,81    |
| 5     | Ungarn     | Dominik Illovszky Bence Farkas Árpád Bánóczy Attila Molnár         | 1:56,31    |
| 6     | Österreich | Matheo Ablasser Oluwatosin Ayodeji Andreas Wolf Florian Herbst     | 1:56,64    |
| 7     | Irland     | Cian Dunne Israel Olatunde Diarmuid O’Connor Robert McDonnell      | 1:56,94    |
|       | Frankreich | Corentin Leost Paul Metayer Tangui Tranchant Alphonse Robin        | DNF        |

Finale: 27. Juli

### Hochsprung
| Platz | Athlet                     | Land | Höhe (m) |
| ----- | -------------------------- | ---- | -------- |
| 1     | Jahor Huptar               | BLR  | 2,18     |
| 2     | Paul Metayer               | FRA  | 2,10 PB  |
| 3     | Roman Petruk               | UKR  | 2,10 PB  |
| 4     | Massimiliano Luiu          | ITA  | 2,08 PB  |
| 5     | Sámuel Hodossy-Takács      | HUN  | 2,03     |
| 6     | Sebastian Moszczyński      | POL  | 2,03     |
| 7     | Kristján Viggó Sigfinnsson | ISL  | 2,00 SB  |
| 8     | Yonathan Kapitolnik        | ISR  | 2,00     |

Finale: 26. Juli

### Stabhochsprung
| Platz | Athlet               | Land | Höhe (m) |
| ----- | -------------------- | ---- | -------- |
| 1     | Anthony Ammirati     | FRA  | 4,95     |
| 2     | Juho Alasaari        | FIN  | 4,90 PB  |
| 3     | Dsmitryj Marfuschkin | BLR  | 4,80 PB  |
| 3     | Jules Vanlangenaker  | BEL  | 4,80     |
| 5     | Sotirios Chytas      | GRE  | 4,80     |
| 5     | Nikita Strohaljew    | UKR  | 4,80 =PB |
| 7     | Marcell Nagy         | HUN  | 4,70     |
| 8     | Adrian Kupczak       | POL  | 4,70     |

25. Juli

### Weitsprung
| Platz | Athlet                 | Land | Weite (m) |
| ----- | ---------------------- | ---- | --------- |
| 1     | Oluwatosin Ayodeji     | AUT  | 7,31 PB   |
| 2     | Alexis Duvivier        | FRA  | 7,29      |
| 3     | Tomislav Isailović     | SRB  | 7,26 PB   |
| 4     | Samuel Claudy          | GER  | 7,25      |
| 5     | Yauheni Mashko         | BLR  | 7,11 PB   |
| 6     | Andrij Jereschtschenko | UKR  | 7,06      |
| 7     | Rok Makuc              | SLO  | 7,05      |
| 8     | Adam Hriň              | SVK  | 6,93      |

Finale: 23. Juli

### Dreisprung
| Platz | Athlet                 | Land | Weite (m) |
| ----- | ---------------------- | ---- | --------- |
| 1     | Grigoris Nikolaou      | CYP  | 15,45 PB  |
| 2     | Wladislaw Alexandrin   | RUS  | 15,38 PB  |
| 3     | Simon Gore             | FRA  | 15,33     |
| 4     | Per Bucher Johannessen | NOR  | 15,15     |
| 5     | Federico Morseletto    | ITA  | 14,90     |
| 6     | Edvīns Hadakovs        | LAT  | 14,84     |
| 7     | Heldi Valikaj          | ALB  | 14,45     |
| 8     | Oleksandr Ajko         | UKR  | 14,09     |

27. Juli

### Kugelstoßen
| Platz | Athlet                | Land | Weite (m) |
| ----- | --------------------- | ---- | --------- |
| 1     | Muhamet Ramadani      | KOS  | 19,75 PB  |
| 2     | Semen Borodajew       | RUS  | 18,83 PB  |
| 3     | Jesper Ahlin          | SWE  | 18,71 PB  |
| 4     | Mikalai Lozka         | BLR  | 18,71     |
| 5     | Kevin Reim            | GER  | 18,36     |
| 6     | Konstantinos Gennikis | GRE  | 18,20     |
| 7     | José San Pastor       | ESP  | 18,19     |
| 8     | Jephté Vogel          | SUI  | 18,04 PB  |

Finale: 26. Juli

### Diskuswurf
| Platz | Athlet               | Land | Weite (m) |
| ----- | -------------------- | ---- | --------- |
| 1     | Raman Khartanovich   | BLR  | 63,09     |
| 2     | Steffen Melheim      | NOR  | 59,66     |
| 3     | Matteo Maulana       | GER  | 59,33     |
| 4     | Marcos Moreno        | ESP  | 57,73     |
| 5     | Semen Borodajew      | RUS  | 57,41     |
| 6     | Jarosław Andrzejczak | POL  | 55,55     |
| 7     | Leo Janén            | SWE  | 55,11     |
| 8     | Delil Dilovan Bal    | TUR  | 54,84     |

Finale: 27. Juli

### Hammerwurf
| Platz | Athlet                 | Land | Weite (m) |
| ----- | ---------------------- | ---- | --------- |
| 1     | Walentin Andreew       | BUL  | 82,72 =SB |
| 2     | Merlin Hummel          | GER  | 81,06 PB  |
| 3     | Jean-Baptiste Bruxelle | FRA  | 78,44 PB  |
| 4     | Dawid Piłat            | POL  | 76,90     |
| 5     | Balázs Katavics        | HUN  | 74,16     |
| 6     | Orestis Dousakis       | GRE  | 73,67     |
| 7     | Dragoș Ionuț Nicorici  | ROU  | 69,31     |
| 8     | Davide Costa           | ITA  | 68,39     |

Finale: 25. Juli

### Speerwurf
| Platz | Athlet             | Land | Weite (m) |
| ----- | ------------------ | ---- | --------- |
| 1     | Eryk Kołodziejczak | POL  | 77,02     |
| 2     | Giovanni Frattini  | ITA  | 75,25 PB  |
| 3     | Artur Felfner      | UKR  | 73,14     |
| 4     | Eemil Porvari      | FIN  | 72,97     |
| 5     | Lenny Brisseault   | FRA  | 72,91 PB  |
| 6     | Filip Dominković   | SLO  | 71,92     |
| 7     | Artis Čakšs        | LAT  | 69,37     |
| 8     | Marius Rudzevičius | LTU  | 62,66     |

23. Juli

### Zehnkampf
| Platz | Athlet            | Land | Punkte       |
| ----- | ----------------- | ---- | ------------ |
| 1     | Sander Skotheim   | NOR  | 7761 EYOF PB |
| 2     | Jente Hauttekeete | BEL  | 7540 PB      |
| 3     | Paul Kallenberg   | GER  | 7423 PB      |
| 4     | František Doubek  | CZE  | 7391         |
| 5     | Steven Sepp       | EST  | 7008 PB      |
| 6     | Diarmuid O’Connor | IRL  | 6792 PB      |
| 7     | Alessandro Sion   | ITA  | 6727         |
| 8     | Guilherme Almeida | POR  | 6695         |

22./23. Juli

## Abkürzungen
- EYOF = Festivalsrekord
- PB = persönliche Bestleistung (engl. Personal Best)
- SB = persönliche Saisonbestleistung (engl. Season Best)
- DNF = Wettkampf nicht beendet (engl. Did Not Finish)
- DNS = Wettkampf nicht angetreten (engl. Did Not Start)

## Medaillenspiegel
| Europäisches Olympisches Sommer-Jugendfestival 2019 (Medaillenspiegel Leichtathletik) | Europäisches Olympisches Sommer-Jugendfestival 2019 (Medaillenspiegel Leichtathletik) | Europäisches Olympisches Sommer-Jugendfestival 2019 (Medaillenspiegel Leichtathletik) | Europäisches Olympisches Sommer-Jugendfestival 2019 (Medaillenspiegel Leichtathletik) | Europäisches Olympisches Sommer-Jugendfestival 2019 (Medaillenspiegel Leichtathletik) | Europäisches Olympisches Sommer-Jugendfestival 2019 (Medaillenspiegel Leichtathletik) |
| Platz                                                                                 | Land                                                                                  | Gold                                                                                  | Silber                                                                                | Bronze                                                                                | Gesamt                                                                                |
| ------------------------------------------------------------------------------------- | ------------------------------------------------------------------------------------- | ------------------------------------------------------------------------------------- | ------------------------------------------------------------------------------------- | ------------------------------------------------------------------------------------- | ------------------------------------------------------------------------------------- |
| 01                                                                                    | Polen                                                                                 | 5                                                                                     | 2                                                                                     | 1                                                                                     | 8                                                                                     |
| 02                                                                                    | Spanien                                                                               | 4                                                                                     | 3                                                                                     | 7                                                                                     | 14                                                                                    |
| 03                                                                                    | Deutschland                                                                           | 4                                                                                     | 3                                                                                     | 6                                                                                     | 13                                                                                    |
| 04                                                                                    | Russland                                                                              | 3                                                                                     | 2                                                                                     | —                                                                                     | 5                                                                                     |
| 05                                                                                    | Schweden                                                                              | 3                                                                                     | 1                                                                                     | 2                                                                                     | 6                                                                                     |
| 06                                                                                    | Frankreich                                                                            | 2                                                                                     | 5                                                                                     | 4                                                                                     | 11                                                                                    |
| 07                                                                                    | Italien                                                                               | 2                                                                                     | 3                                                                                     | 1                                                                                     | 6                                                                                     |
| 07                                                                                    | Finnland                                                                              | 2                                                                                     | 3                                                                                     | 1                                                                                     | 6                                                                                     |
| 09                                                                                    | Belarus                                                                               | 2                                                                                     | 2                                                                                     | 1                                                                                     | 5                                                                                     |
| 10                                                                                    | Türkei                                                                                | 2                                                                                     | —                                                                                     | 4                                                                                     | 6                                                                                     |
| 11                                                                                    | Irland                                                                                | 2                                                                                     | —                                                                                     | —                                                                                     | 2                                                                                     |
| 12                                                                                    | Norwegen                                                                              | 1                                                                                     | 5                                                                                     | 2                                                                                     | 8                                                                                     |
| 13                                                                                    | Tschechien                                                                            | 1                                                                                     | 1                                                                                     | —                                                                                     | 2                                                                                     |
| 14                                                                                    | Ukraine                                                                               | 1                                                                                     | —                                                                                     | 2                                                                                     | 3                                                                                     |
| 15                                                                                    | Zypern                                                                                | 1                                                                                     | —                                                                                     | 1                                                                                     | 2                                                                                     |
| 16                                                                                    | Kosovo                                                                                | 1                                                                                     | —                                                                                     | —                                                                                     | 1                                                                                     |
| 16                                                                                    | Österreich                                                                            | 1                                                                                     | —                                                                                     | —                                                                                     | 1                                                                                     |
| 16                                                                                    | Bulgarien                                                                             | 1                                                                                     | —                                                                                     | —                                                                                     | 1                                                                                     |
| 16                                                                                    | Estland                                                                               | 1                                                                                     | —                                                                                     | —                                                                                     | 1                                                                                     |
| 16                                                                                    | Israel                                                                                | 1                                                                                     | —                                                                                     | —                                                                                     | 1                                                                                     |
| 21                                                                                    | Ungarn                                                                                | —                                                                                     | 2                                                                                     | 2                                                                                     | 4                                                                                     |
| 21                                                                                    | Schweiz                                                                               | —                                                                                     | 2                                                                                     | 2                                                                                     | 4                                                                                     |
| 23                                                                                    | Belgien                                                                               | —                                                                                     | 2                                                                                     | 1                                                                                     | 3                                                                                     |
| 24                                                                                    | Dänemark                                                                              | —                                                                                     | 1                                                                                     | 1                                                                                     | 2                                                                                     |
| 24                                                                                    | Moldau                                                                                | —                                                                                     | 1                                                                                     | 1                                                                                     | 2                                                                                     |
| 24                                                                                    | Griechenland                                                                          | —                                                                                     | 1                                                                                     | 1                                                                                     | 2                                                                                     |
| 27                                                                                    | Rumänien                                                                              | —                                                                                     | 1                                                                                     | —                                                                                     | 1                                                                                     |
| 28                                                                                    | Serbien                                                                               | —                                                                                     | —                                                                                     | 1                                                                                     | 1                                                                                     |
| 28                                                                                    | Slowenien                                                                             | —                                                                                     | —                                                                                     | 1                                                                                     | 1                                                                                     |
| Gesamt                                                                                | Gesamt                                                                                | 40                                                                                    | 40                                                                                    | 42                                                                                    | 122                                                                                   |